# Церковь Покрова Пресвятой Богородицы (Злыхино)
Церковь Покрова Пресвятой Богородицы — приходской православный храм в деревне Злыхино Зарайского района Московской области. Относится к Зарайскому благочинию Коломенской епархии Русской православной церкви. Здание церкви является объектом культурного наследия регионального значения и находится под охраной государства.

## История храма
В XVII веке при упоминании Покровской церкви было отмечено, что земли было «8 десятин в поле, в дву потомуж, сенных покосов на 100 копен», «земля и луги — дача Романа Матова. Да он же Роман Матов, — замечено в окладной книге, — давает попу с церковники на год руги по 10 рублев денег, да хлеба — ржи 10 четвертей, овса десять же четвертей».
1 марта 1791 года деревянная постройка Покровской церкви сгорела полностью. На этом месте была возведена деревянная часовня.
С 1791 по 1856 год деревня Злыхино входило в составе прихода Никольского храма, который находился в селе Мишино.
23 июня 1854 года помещиком Д. И. Сессаревским, по благословению архиепископа Гавриила, было начато строительство новой деревянной церкви в честь великомученицы Екатерины, которая была освящена 5 июля 1855 года. Указом Священного Синода от 24 декабря 1856 года в приходе были утверждены один священник и один причетник.
17 ноября 1857 года новый храм сгорел, однако иконостас, книги, утварь и документы удалось спасти. Помещик Сессаревский, с благословения владыки Гавриила, обустроил временную церковь в своём доме и вновь приступил к возведению нового храма — каменного.
2 мая 1858 года началось строительство каменной Покровской церкви, с приделом Екатерининским. 1 октября 1860 года храм был построен.
Церковь находилась на расстоянии 1/4 версты от села, имела квадратную форму с двумя выступами — для алтаря и паперти. Наверху посередине церкви находилась колокольня, установленная на четырёх внутренних столбах. Наружные стены храма и колокольни были украшены колоннами, карнизами, пилястрами, подоконниками из белого камня. Прихожане с трёх сторон храма высадили акации и обнесли насыпью с городьбой. Внутри храм имел хоры и троечастный алтарь — части его были разделены поперечными стенами с большими пролётами. В одной обустроен главный алтарь, в другой, левой, придел Екатерининский, в третьей — исповедальня, под которой находился фамильный склеп Сессаревских.
По штату 1873 года службу проводили священник и два псаломщика.
К церкви были приписаны деревня Асаново (Матово) и Попцово, с 1874 по конец XIX века — село Мишино.
В XX веке после Октябрьской революции церковь разрушили и разграбили. Здание приспособили под овощной склад.
В 1999 году появилась новая церковная община. Церковь вернули верующим. В храме начали реставрационные и восстановительные работы.